# 1943
Cette page concerne l'année 1943 (MCMXLIII en chiffres romains) du calendrier grégorien.
L'année 1943 est une année commune qui commence un vendredi.

## En bref
- 14 janvier : conférence de Casablanca.
- 2 février : victoire soviétique à la bataille de Stalingrad.
- 18 février : discours du Sportpalast par Joseph Goebbels
- mars : début de la Shoah en Grèce sous occupation bulgare
- 12 - 27 mai : conférence Trident.
- 27 mai : création du CNR (Conseil national de la Résistance)
- 5 juillet - 23 août : bataille de Koursk.
- 7 août - 2 octobre: bataille de Smolensk.
- 17 août : conférence de Québec.
- 2 - 9 septembre : début de la campagne d’Italie.
- 18 octobre - 11 novembre : troisième conférence de Moscou. Le 30 octobre la déclaration de Moscou pose les bases de l’ONU.
- 22 novembre : conférence du Caire.
- 28 novembre : conférence de Téhéran.

- Renversement de la situation au profit des Alliés en Extrême-Orient.

## Événements

### Afrique

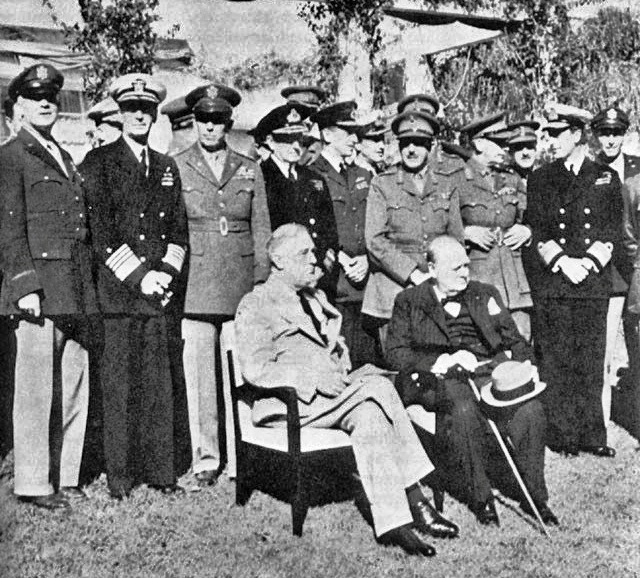
14-24 janvier : conférence d’Anfa

- 14 janvier : ouverture à Anfa d’une conférence réunissant Churchill et Roosevelt, qui décide que les Alliés débarqueront en Italie en 1943 et en 1944 en France[1]. L’Allemagne, l’Italie et le Japon devront capituler sans conditions.
- 23 janvier : les troupes de Montgomery prennent Tripoli[2], au terme d’une avancée de 1 800 km effectuée sur trois mois depuis El-Alamein.
- 26 janvier : les troupes de Montgomery font la jonction avec la colonne française du général Leclerc, qui a pris le contrôle du Fezzan italien[3].

- 10 février : manifeste du peuple algérien qui réclame une constitution et un gouvernement algériens (Ferhat Abbas)[4].

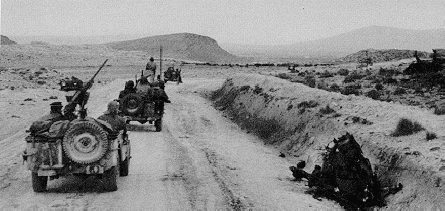
Février, campagne de Tunisie : patrouille américaine à la bataille de Kasserine.

- 14 février, campagne de Tunisie : violente contre-offensive italo-allemande en Tunisie contre les Alliés. Après quelques victoires (Sidi Bouzid, Kasserine) la poussée allemande est contenue à la fin du mois (Sejnane)[5].

- 6 mars : échec de l’opération Capri, contre-attaque allemande en Tunisie[6].
- 9 mars : Rommel est rappelé en Allemagne. Le général von Arnim lui succède à la tête de l’Afrikakorps[7].
- 10 mars : bataille de Ksar Ghilane en Tunisie[8].
- 13-14 mars : le sous-marin italien Leonardo da Vinci de la classe Marconi coule le paquebot Empress of Canada au large de Freetown en Sierra Leone, 392 morts[9].
- 18 mars : libération de Gafsa, en Tunisie[10].
- 16 - 23 mars : échec de l’opération Pugilist contre la ligne Mareth dans le sud tunisien[11].
- 23 mars : bataille d’El Guettar en Tunisie[7].

- 12 avril :  libération de Sousse, en Tunisie[10].
- 27 avril : le général Giraud accepte de partager avec De Gaulle la direction de l’exécutif constitué à Alger[12].

- 6 mai, Tunisie : les Français prennent Pont-de-Fahs. Le 7 mai, les troupes américaines entrent à Bizerte et des troupes britanniques à Tunis[13].

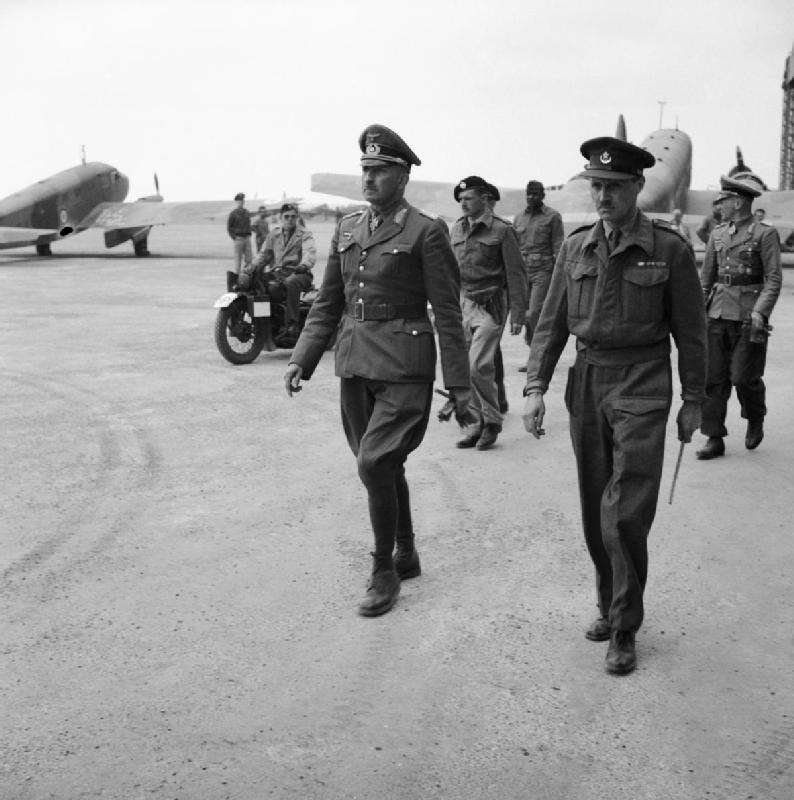
13 mai : von Arnim capitule

- 13 mai : défaite majeure des Allemands et des Italiens en Tunisie contre les Alliés (250 000 prisonniers). Le général von Arnim capitule[13].
- 30 mai : de Gaulle arrive à Alger et engage dès le lendemain des négociations politiques avec Giraud[10].

- 3 juin : création du Comité français de libération nationale (CFLN) coprésidé par De Gaulle et Giraud. Les Alliés le reconnaissent le 3 août[14].

- 7 juillet : élections sud-africaines. Le gouvernement Smuts est reconduit[15].
- 31 juillet : nouveau partage du pouvoir exécutif : Giraud sera chargé des affaires militaires, De Gaulle se réservant la politique générale[16].

- 23 août : grève des dockers de Dar es Salaam au Tanganyika[17].

- 17 septembre : le CFLN crée une Assemblée consultative qui sera composée de membres de la Résistance intérieure, de la résistance extérieure et d’anciens élus de la IIIe République. Elle se réunit à Alger le 3 novembre[18].

- 2 octobre : fin de la coprésidence du CFLN. De Gaulle l’emporte sur Giraud à Alger[14].
- Octobre : famine de Ruzagayura au Ruanda-Urundi qui aurait fait plus de 300 000 morts (fin en décembre 1944)[19].
- 22-26 novembre : conférence du Caire, qui réunit Churchill, Roosevelt et Tchang Kaï-chek[20]. Les Alliés s’engagent à intervenir contre les Japonais en Birmanie. Il est décidé que le Japon devra restituer après la défaite tous les territoires conquis.

- 12 décembre : dans son discours de Constantine (Algérie), de Gaulle promet aux musulmans la citoyenneté française[4].

### Amérique
- 1er mars : début du mandat de Juan José de Amézaga, président de l’Uruguay (fin en mars 1947)[21].
- 2 avril : première apparition à l'écran de Tic et Tac dans le court-métrage d'animation Pluto soldat (Private Pluto) de Walt Disney Pictures.
- 7 avril : la Bolivie entre en guerre[22].
- 11 - 29 mai : bataille d’Attu. Les Japonais sont chassés des îles Aléoutiennes[23].
- 12 - 27 mai : la conférence Trident à Washington entérine le principe d’un débarquement sur les côtes françaises. Churchill en fait repousser la réalisation au printemps 1944[24].

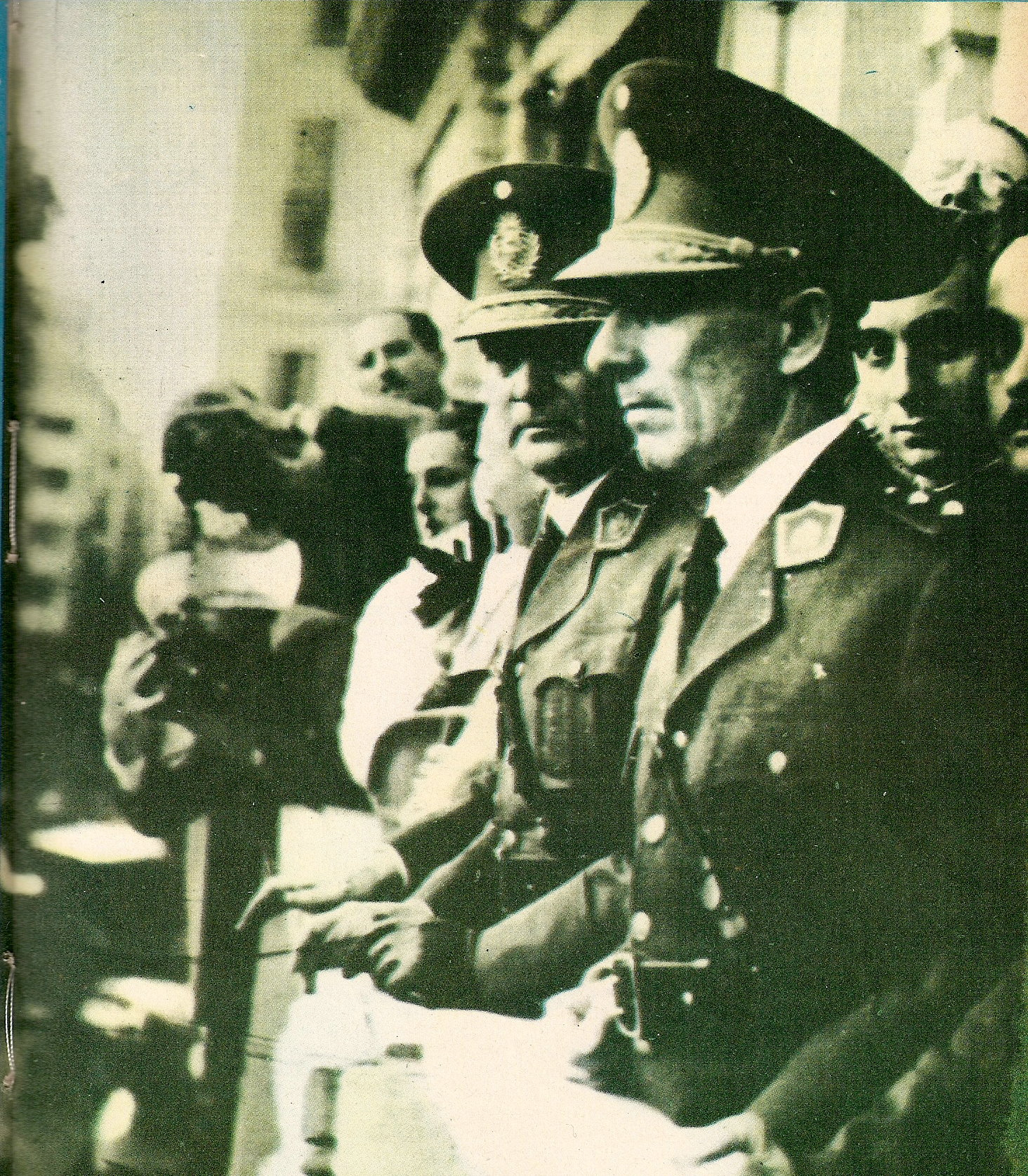
4 juin : Rawson et Ramírez saluant la foule le jour du coup d’État en Argentine

- 4 juin : révolution de 1943. Coup d’État populiste en Argentine mettant fin à la « Décennie infâme ». Ramón Castillo est renversé par le GOU (Grupo de Oficiales Unidos ou Groupe des officiers unis). Arturo Rawson, puis Pedro Pablo Ramírez (7 juin) présidents de facto (fin en 1944)[25].

- 17-24 août : conférence Quadrant réunie à Québec entre Winston Churchill et Franklin Roosevelt (à laquelle participe le Canadien Mackenzie King[26] et le Chinois T.V. Soong, représentant du Guomindang). Le débarquement dans le nord de la France est prévu pour le 1er mai 1944 et sera complété par un débarquement dans le sud du pays. Pour diminuer la pression allemande du côté de l’Union soviétique, les Alliés décident aussi d’un débarquement sur la péninsule italienne, l’objectif étant la capitulation sans condition de l’Italie[24].

- 27 novembre : 
  - la Colombie entre en guerre[27].
  - le colonel Juan Perón est nommé ministre du Travail et de la Prévision en Argentine[28].

- 20 décembre : coup d’Etat en Bolivie perpétré par de jeunes officiers réformistes dirigés par le lieutenant Gualberto Villarroel et appuyé par le Mouvement nationaliste révolutionnaire (MNR)[29], parti aux penchants fascisant et raciste, qui attribue tous les malheurs du pays aux barons de l’étain (presque tous d’origine étrangère) et aux Juifs. Pendant trois ans, Villaroel et le MNR renforcent l’État et tentent une incorporation des couches populaires (fin en 1946)[30].

- 1943 : L'entreprise Ben's Original est créé par Forrest E. Mars

### Asie et Pacifique

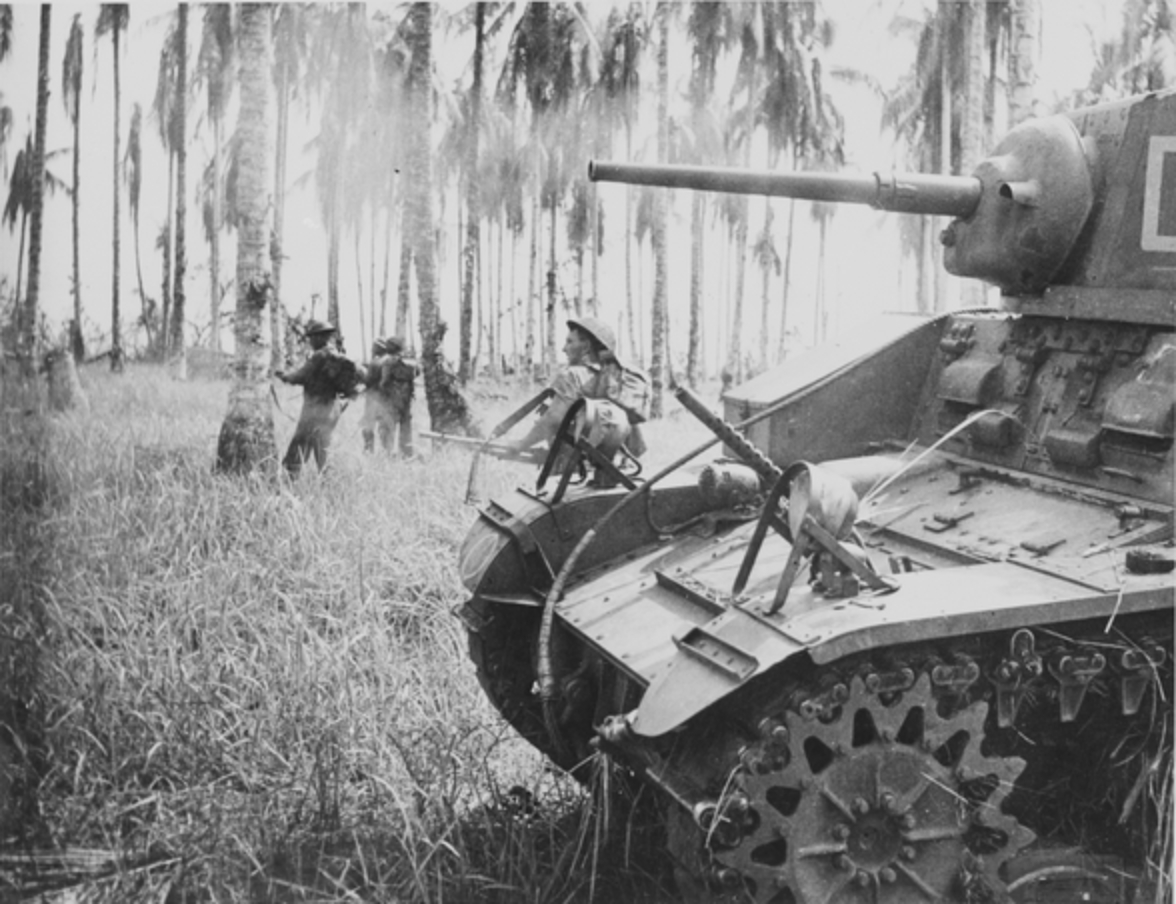
7 janvier : l’infanterie australienne à Buna.

- 2 janvier : prise de Buna en Nouvelle-Guinée par les Alliés[10].
- 29 - 30 janvier : le croiseur américain Chicago est coulé par les Japonais sur l’île de Rennell, près de Guadalcanal[31].
- 29 - 31 janvier : les Japonais échouent à prendre Wau en Nouvelle-Guinée[32].

- 8 février : opération Longcloth, première expédition de Chindits en Birmanie[10].
- 9 février : les Japonais se replient de Guadalcanal[10]. Le général Hideki Tōjō commence à comprendre qu’il peut perdre la guerre. Les Américains disposent désormais d’une base importante pour la protection de l’Australie et la reconquête du Pacifique nord.
- 21 février : les Marines prennent les îles Russell[33]. Début de la réoccupation des îles Salomon (février - novembre) puis de la reconquête du Pacifique par les Alliés à partir de novembre[34].

- 2 - 4 mars : victoire navale décisive alliée à la bataille de la mer de Bismarck[23].
- 5 - 6 mars : deux destroyers japonais sont coulés dans le détroit de Blackett[35].
- 26 mars : la bataille des îles Komandorski interdit aux Japonais de soutenir Attu[36].

- 7 avril : lancement de l’opération I-Go, contre-offensive aérienne par le Japon contre les Alliés sur les îles Salomon et en Nouvelle-Guinée[37].
- 16 avril : en Indonésie occupée par le Japon, Soekarno et Hatta organisent un mouvement de masse, le Putera, qui diffuse les idéaux nationalistes. En octobre 1943, les Japonais acceptent la formation d’une milice nationaliste, la Peta, qui formera le noyau de la future armée indonésienne[38].
- 18 avril : l’avion de Isoroku Yamamoto est abattu par les Américains à Buin sur l’île Bougainville[39].

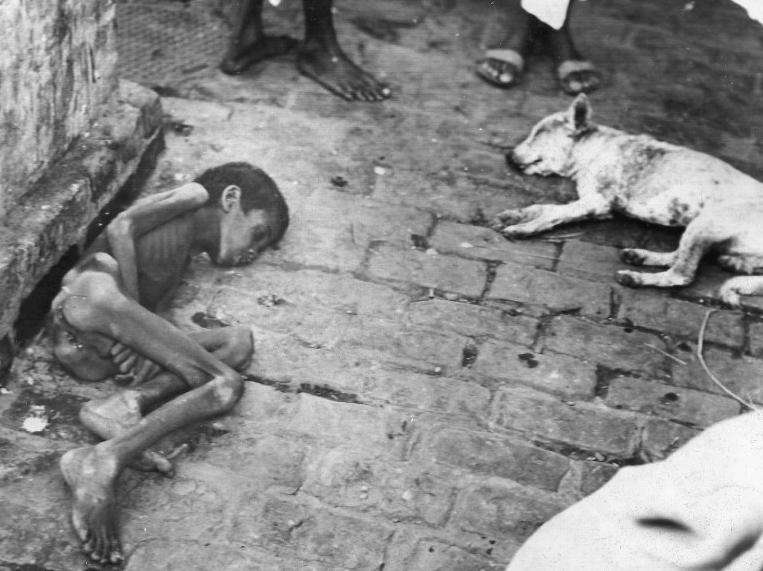
Famine du Bengale.

- Mai : début d’une Grande famine au Bengale (fin en décembre). Entre 1,3 et 3 millions de victimes[40].
- Mai - juin : victoire chinoise sur le Japon à la bataille de l’ouest d’Hubei[41].

- 30 juin : les Américains débarquent en Nouvelle-Géorgie[23].

- 5 - 6 juillet : bataille du golfe de Kula[23].
- 5-8 juillet : une conférence alimentaire assemblée à New Delhi établit un plan pour lutter contre la famine au Bengale[40].
- 12 - 13 juillet : victoire tactique japonaise à la bataille de Kolombangara[23].

- 1er août : le Japon reconnait l’indépendance de l’État de Birmanie et y installe un gouvernement nationaliste sous la direction de Ba Maw[42].
- 6 - 7 août : victoire navale américaine à la bataille du golfe de Vella[33].
- 17 - 18 août : victoire navale tactique japonaise à la bataille d’Horaniu ;  les Japonais parviennent à débarquer des troupes à Vella Lavella[43].

- 5 septembre : les Américains prennent le contrôle de l’aérodrome de Nadzab au cours de l'un des rares assauts aéroportés dans le Pacifique, en Nouvelle-Guinée[23].
- 11 et 15 septembre : les Japonais évacuent Salamaua et Lae en Nouvelle-Guinée[44].

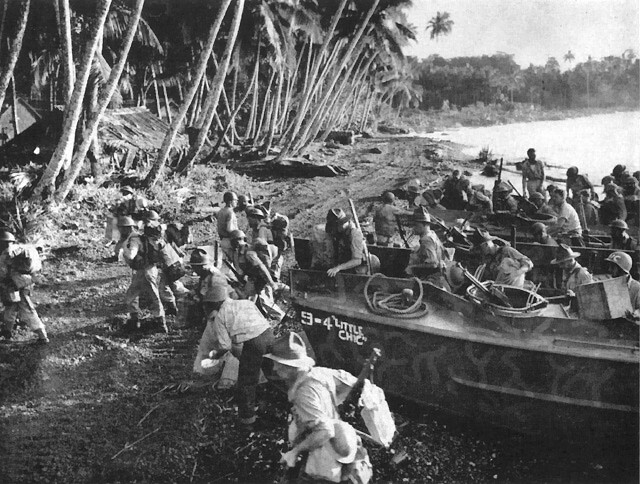
17 septembre : débarquement de troupes néo-zélandaises de la 3e division à Vella Lavella.

- 19 - 20 septembre : bataille de Kaiapit. Début de la campagne des monts Finisterre, en Nouvelle-Guinée[45].
- 22 septembre : les Australiens débarquent Scarlet Beach, près de Finschhafen, qu’ils contrôlent le 2 octobre[46]. début de la campagne de la péninsule de Huon en Nouvelle-Guinée.
- 30 septembre : conférence impériale au Japon. Création d’un « périmètre de défense absolue »[47].

- 6 - 7 octobre : victoire tactique japonaise à la bataille navale de Vella Lavella[23].
- 12 octobre : un décret du Soviet suprême ordonne le transfert des Karatchaïs, un peuple turc du Caucase, en Kirghizie et au Kazakhstan ; un décret du 27 décembre, dissout la république de Kalmoukie et en 1944  79 376 Kalmouks sont déportés en Sibérie et au Kazakhstan[48],[49]. Le Kazakhstan devient un lieu de relégation des peuples « punis » par Staline en 1943-1944, ce qui va accentuer son caractère pluriethnique.
- 20 octobre : Lord Wavell prend ses fonctions de vice-roi des Indes[50]. Il rétablit l’ordre et crée des conditions favorables au transfert éventuel du pouvoir.
- 21 octobre : un des chefs révolutionnaires indiens, Subhas Chandra Bose, évadé le 19 janvier 1941, lève l’armée nationale indienne composée de prisonniers de guerre (Indian National Army, INA, 1942), et sous l’égide du Japon, forme  à Singapour le Gouvernement provisoire de l’Inde libre (Arzi Hukumat-e-Azad Hind)[51].
- 27 octobre - 12 novembre : opérations des Néo-Zélandais contre la garnison japonaise des îles du Trésor dans les Salomon[33].
- 28 octobre - 3 novembre : raid sur Choiseul dans les Salomon[52], participation aux combats du futur président des États-Unis John Fitzgerald Kennedy.

- 1er novembre :
  - début de la campagne de Bougainville (fin le 21 août 1945)[23].
  - victoire américaine à la bataille de la baie de l’Impératrice Augusta dans la nuit du 1er au 2 novembre[23].
- 2 novembre - 25 décembre : victoire chinoise sur le Japon à la bataille de Changde[53], engagée pour empêcher l’envoi de troupes chinoises en Birmanie[54]. Les pertes subies par les deux camps sont considérables.

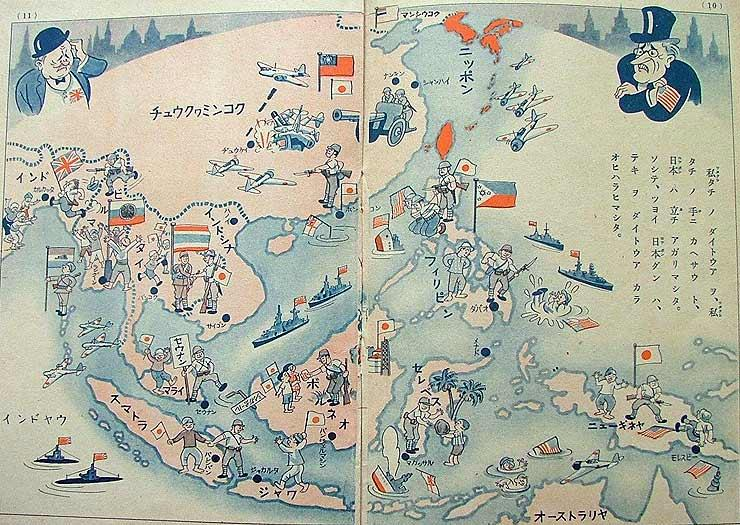
Livret de propagande japonaise publiée par la Conférence de Tokyo.

- 5 - 6 novembre : conférence de la Grande Asie à Tokyo[24].
- 20 - 23 novembre : opération Galvanic. Attaques amphibies des forces de l’amiral américain Chester Nimitz contre les îles Gilbert. Après trois mois de combats très durs, les marines s’emparent de Tarawa et de Makin[44].
- 24-25 novembre : destruction de trois destroyers japonais à la bataille du cap Saint-George. Les Américains contrôlent les îles Salomon[33].

- 15 décembre : début de la bataille d’Arawe, premier engagement de la campagne de Nouvelle-Bretagne[23].

### Proche-Orient
- 24 janvier : sous la pression britannique, le Comité d’Alger accorde au général Catroux, haut-commissaire de la France libre au Levant, les pleins pouvoirs en vue de rétablir la vie constitutionnelle. Il annonce le rétablissement de l’ordre républicain et des élections libres en Syrie (24 janvier) et au Liban (18 mars)[55].

- 18 février : le président Roosevelt déclare que la « défense de l’Arabie saoudite est vitale pour la défense des États-Unis » et autorise des crédits « prêt-bail » à l’Arabie saoudite. Il décide d’apporter cette aide financière pour maintenir le pays dans le camp allié. La présence militaire et logistique américaine renforce les relations avec Abdelaziz Ibn Sa’ud. Les experts américains prennent conscience du rôle stratégique de l’Arabie saoudite dans l’économie mondiale[56].
- 24 février : une déclaration parlementaire d’Anthony Eden laisse entendre que la Grande-Bretagne serait favorable à une certaine forme d’unité arabe[57]. Le 30 mai, le gouvernement nationaliste égyptien de Nahhas Pacha saisit l’occasion et invite les gouvernements arabes à envoyer au Caire des représentants pour discuter de la question de l’unité arabe[58]. Les Britanniques interdisent toutefois la venue de délégués de Palestine et d’Afrique du Nord. L’Arabie saoudite se montre hésitante.

- 3 juillet - 5 août : réunion préliminaire au Caire de Nahhas Pacha et de Nouri Saïd sur l’unité arabe[57]. On discute de la création d’un État « grand syrien » mais les représentants libanais s’y opposent. La délégation syrienne propose de faire de Damas le garant du Pacte national de 1943. Ces consultations aboutissent au projet de réunion d’un congrès préparatoire pour discuter de la forme que prendra l’unité arabe. Sur l’insistance de l’Arabie saoudite et du Liban, il est convenu que cette unité ne pourra être qu’une association d’États indépendants. L’Égypte est favorable à cette formule.
- 10 et 26 juillet : en Syrie, le Bloc national remporte la victoire aux élections[59].

- 17 août : Choukri al-Kouatli, chef du Bloc national est élu président de la République en Syrie (fin en mars 1949)[60].
- Août : Harold Hoskins du département d’État des États-Unis, dépêché par Roosevelt, rencontre Ibn Sa’ud pour lui exposer le plan Philby de 1941. Le souverain saoudien refuse catégoriquement[61]. Le président américain fait préparer un projet de Palestine internationalisée, dirigée par un organe de contrôle composé de représentants des trois religions du Livre.

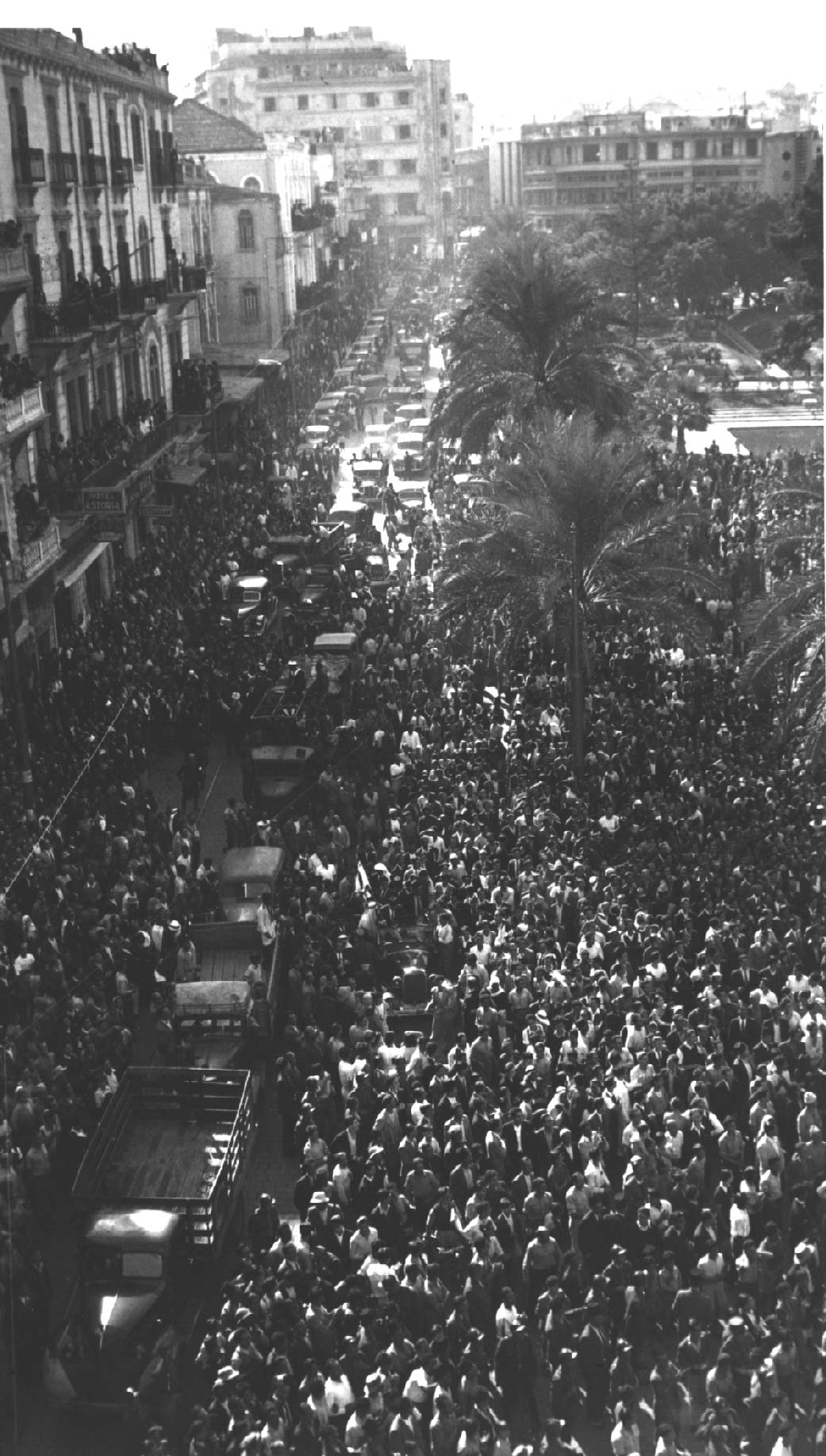
22 novembre : manifestations à Beyrouth lors de la libération par les Français du gouvernement du Liban.

- 21 septembre : les nationalistes triomphent aux élections à Beyrouth et préconisent une modification de la Constitution dont les termes sont « incompatibles avec l’indépendance ». Le représentant de la France, Jean Helleu, s’y oppose. La Chambre de Beyrouth passe outre et abolit le mandat français le 8 novembre[62].

- 11 novembre : l’ambassadeur Helleu fait arrêter le président du Liban Béchara el-Khoury et le chef du gouvernement Riad al-Sulh, et remplace le président de la République par Émile Eddé. Un gouvernement « national » libanais se constitue aussitôt dans la montagne, soutenu par le président de Syrie Choukri al-Kouatli et les Britanniques. Des manifestations violentes éclatent dans tout le pays. Catroux est envoyé d’urgence à Beyrouth et rétablit le statu quo le 22 novembre[62]. Dans les mois suivants, la France transfère toutes les compétences étatiques aux gouvernements syriens et libanais. L’indépendance politique est reconnue, mais la France conserve jusqu’à la fin de la guerre le contrôle des troupes spéciales du Levant et conditionne toujours l’indépendance à la conclusion d’un traité.

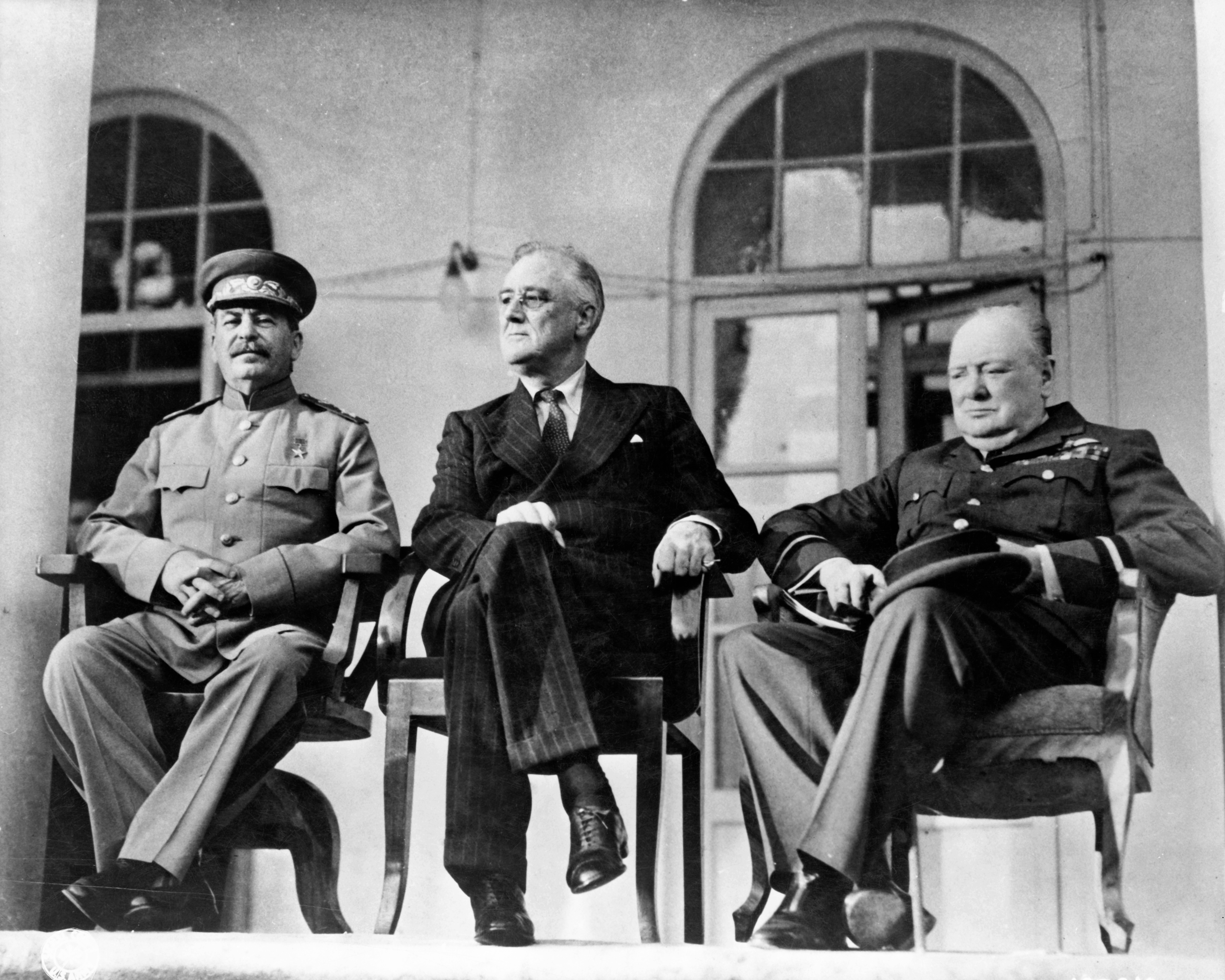
28 novembre- : conférence de Téhéran

- 28 novembre : la conférence de Téhéran, qui réunit pour la première fois Joseph Staline, Franklin Roosevelt et Winston Churchill commence (fin le 1er décembre). De nombreuses discussions sont consacrées au plan de débarquement en France (opération Overlord), fixé au printemps 1944. La question territoriale polonaise n’est pas résolue, pas plus que celle de l’organisation future de l’Allemagne, pour laquelle différents plans de démembrement sont envisagés[63]. La conférence met fin au projet britannique d’intervention balkanique au profit du débarquement en Atlantique[64]. Les Alliés ne peuvent exiger la capitulation sans condition de la Hongrie qu’ils ne sont pas en mesure de protéger contre les Allemands. L’Europe de l’Est de Dantzig à Trieste est abandonnée à l’URSS[65].

### Europe

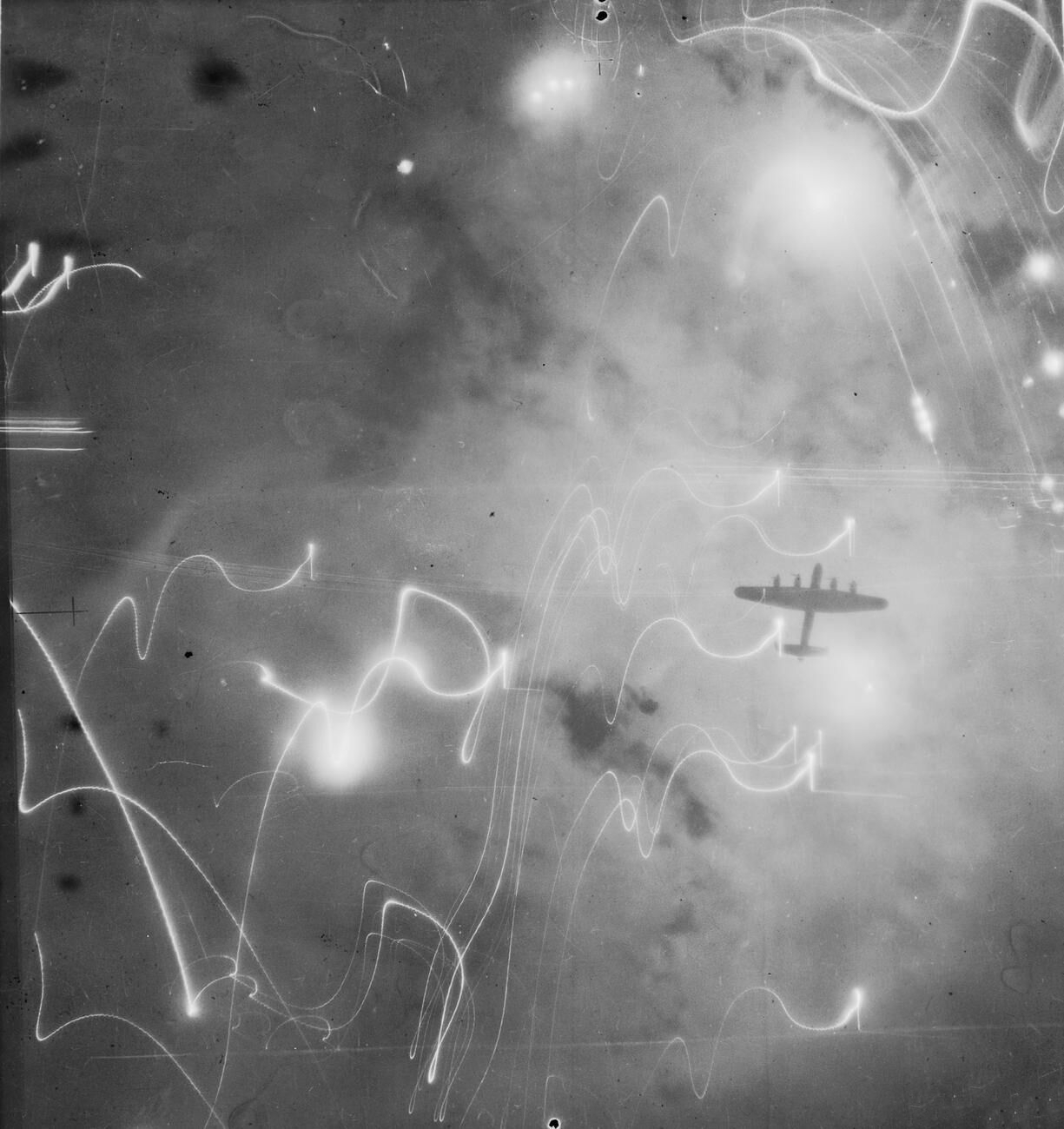
30-31 janvier : raid nocturne sur Hambourg.

- 10 janvier : début de l’opération Koltso, offensive soviétique sur Stalingrad[67].
- 12-27 janvier : succès de l’offensive Ostrogojsk-Rossoch[68].
- 13 janvier : Hitler proclame la mobilisation générale du peuple allemand pour mener une « guerre totale »[69].
- 15 janvier : le chef du gouvernement roumain Mihai Antonescu conseille à Mussolini de se retirer de la guerre, ce qui permettrait à la Roumanie de le suivre[70].
- 18 janvier :
  - prise de Chlisselbourg. Les troupes soviétiques parviennent à briser l’encerclement de Leningrad, isolée depuis l’automne 1941, qui peut être ravitaillée[10].
  - le général Joukov est promu maréchal par Staline[68].
- 28 janvier : la 2e armée allemande est encerclée à Voronej par les fronts de Briansk et de Voronej[71].
- 2 février : reddition de la VIe armée allemande de Paulus à la bataille de Stalingrad (encerclement réalisé novembre 1942)[72]. Cette défaite est la première grande défaite des Allemands en Europe continentale.
- 10 - 13 février : bataille de Krasny Bor, offensive soviétique stoppée par la « division Azul » lors du siège de Léningrad[73]. En février-mars, l’opération Polyarnaya Zvezda échoue[71].
- 14 février : prise de Rostov par les Soviétiques[10].
- 16-17 février : l’armée italienne massacre les 150 hommes du village de Domenikon en Grèce, en représailles d’une attaque de partisans[74].
- 18 février : discours du Sportpalast ; le ministre de la Propagande du Reich Joseph Goebbels appelle à la « guerre totale »[69].

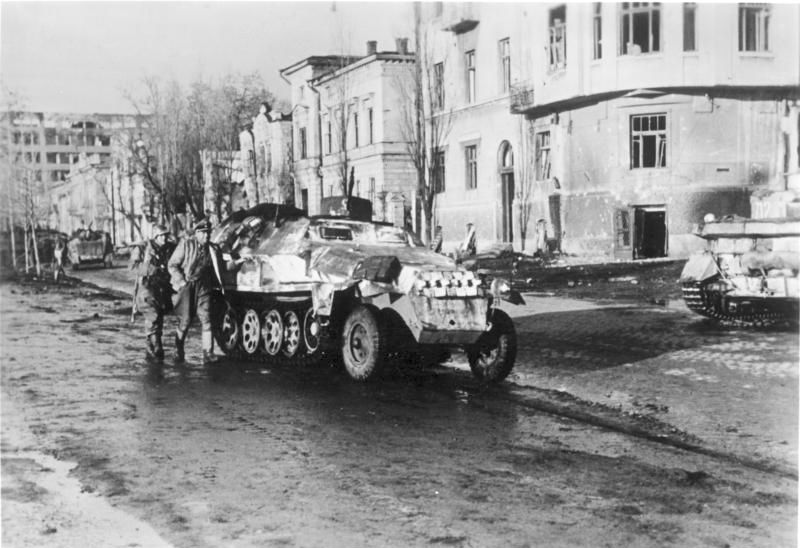
14 mars : le commandant allemand Fritz Witt dans les rues de Kharkov, protégé par une autochenille, lors de la prise de la ville.

- 19 février - 14 mars : contre-attaque allemande dans le secteur de Kharkov[71].
- 26 février : arrivée au camp d’extermination de Birkenau du premier convoi de Tziganes en provenance d’Allemagne[75].

- 1er mars : « Déclaration des Dolomites », concédant aux partisans communistes le rôle dirigeant en Slovénie[76].
- 5-6 mars : la Royal Air Force bombarde les usines de munitions Krupp à Essen[77].
- 13-14 mars : le ghetto de Cracovie est rasé[78].
- 22 mars : massacre de Khatyn, en Biélorussie. Les Allemands brûlent vifs en représailles les 156 habitants du village[79].
- 23 mars : élections législatives danoises[80].

- 4 avril : l’aviation américaine bombarde les usines Renault de Boulogne-Billancourt[81].
- 13 avril : la radio allemande annonce la découverte près de Katyn d’un charnier contenant les restes de 4 143 officiers polonais assassinés par les Soviétiques. Les Allemands accusent les Soviétiques, qui leur retournent l’accusation[82].
- 16 avril : découverte fortuite à Bâle des effets psychédéliques du LSD par Albert Hofmann[83].

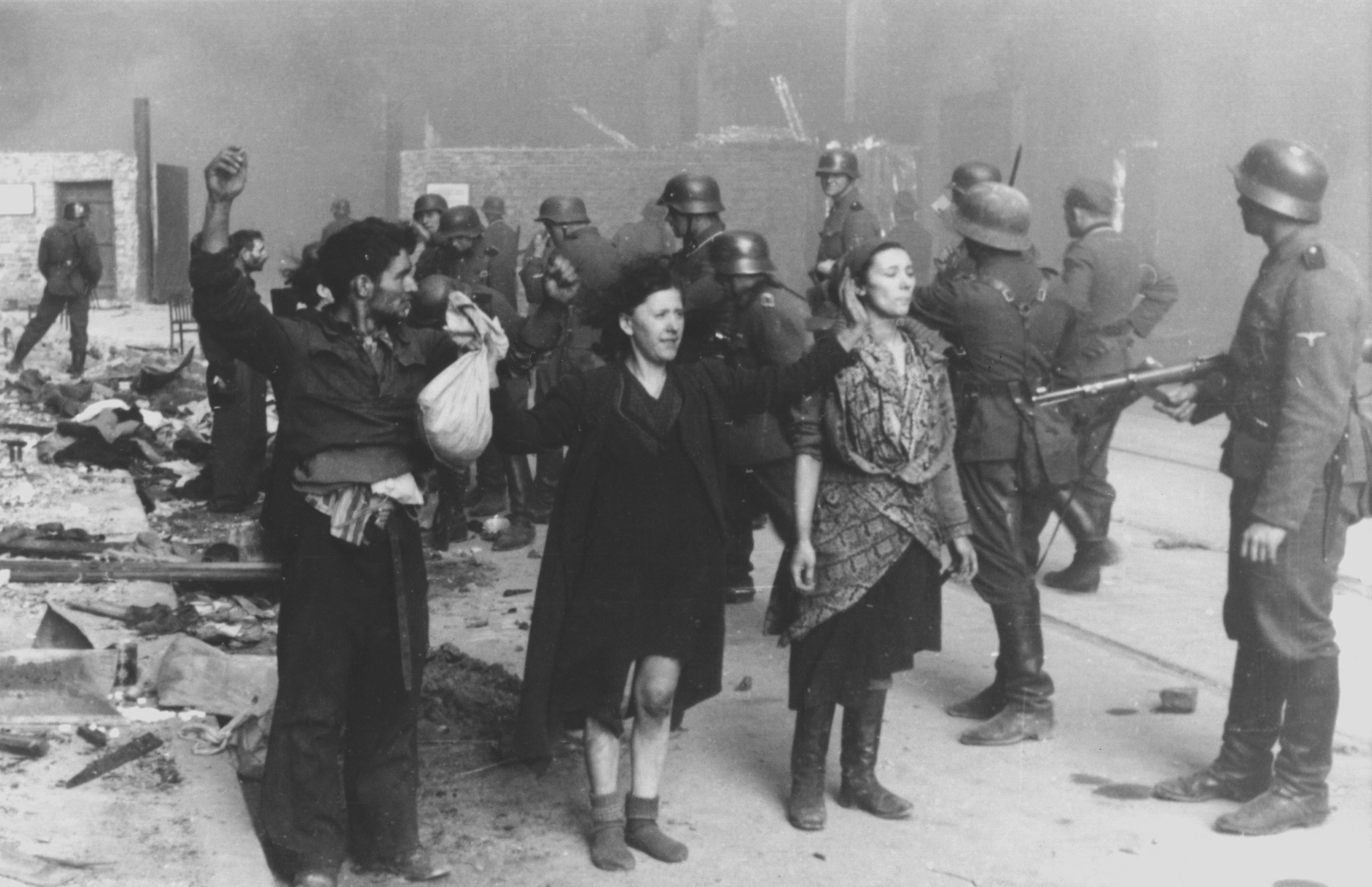
Répression du soulèvement du ghetto de Varsovie. Photographie du rapport Stroop.

- 19 avril : soulèvement du Ghetto de Varsovie où les Allemands venaient arrêter les quelque 60 000 survivants[10]. Les Allemands viennent à bout des insurgés le 16 mai.

- 15 mai : dissolution de la IIIe Internationale communiste pour améliorer les rapports entre l’URSS et ses alliés occidentaux[84].
- 17 mai : opération Chastise ; bombardement des barrages allemands sur la Möhne et l’Eder dans la Ruhr[10].
- 20 mai - 23 juin : opération Cottbus menée par l’armée allemande contre les partisans de Biélorussie[85].
- 1er juin :
  - Début de la liquidation du ghetto de Lvov[86].
  - Le Douglas DC-3 du vol BOAC 777, partant de l'aéroport de Portela au Portugal à destination de l'aéroport de Whitchurch (en), près de Bristol, en Angleterre est attaqué par huit chasseurs-bombardiers à long rayon d'action allemands Junkers Ju 88C-6[87], au large de la côte française dans le golfe de Gascogne, entraînant la mort des 17 personnes à bord parmi lesquels l'acteur Leslie Howard.
- 11 juin : opération Corkscrew ; les Britanniques attaquent l’île italienne de Pantelleria[88].
- 12 juin : capitulation de l’île italienne de Lampedusa[88].
- 21 juin : arrestation de Jean Moulin, Raymond Aubrac, et d’autres résistants français lors d’une réunion secrète à Caluire-et-Cuire, près de Lyon. Jean Moulin meurt probablement le 8 juillet lors de son transfert en Allemagne[89].
- Juin : organisation en Roumanie du Front patriotique antihitlérien sur la proposition du Parti communiste roumain auquel adhérent l’Union des patriotes, le Front des laboureurs, le Madosz (l’Union des travailleurs hongrois de Roumanie), le Parti socialiste-paysan et temporairement le Parti social-démocrate[90].

- 4 juillet : crash du B-24 de Władysław Sikorski[10].
- 5 juillet : offensive allemande sur la ligne Orel-Koursk-Belgorod[10]. Ils ne réussissent une avancée qu’au prix de lourdes pertes.

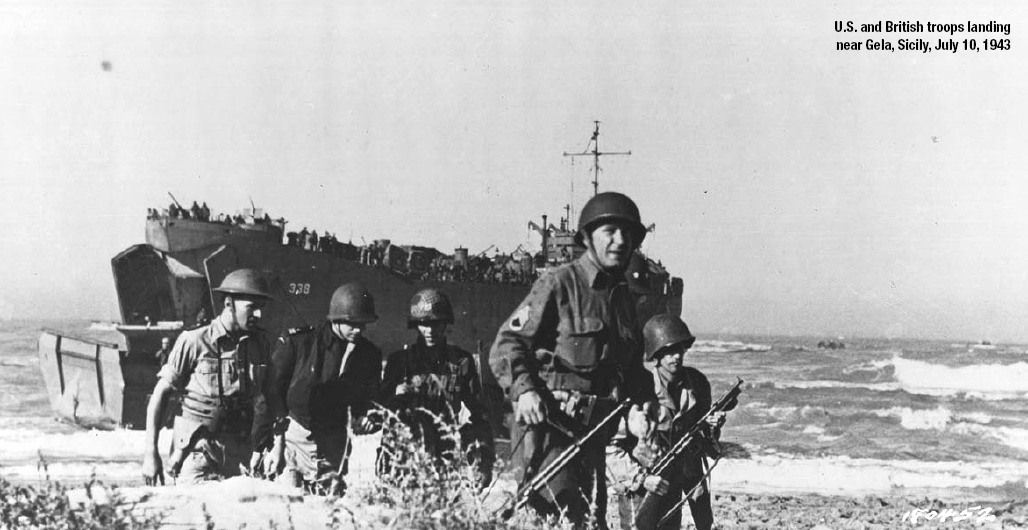
Soldats américains et britanniques débarquant près de Gela, 10 juillet 1943.

- 10 juillet : débarquement des forces anglo-américaines à Licata, Gela et Noto en Sicile[2].
- 12 juillet : l’armée soviétique lance une contre-offensive dans le secteur du saillant d’Orel[71]. La bataille de Prokhorovka engage le plus grand nombre de chars de l’Histoire, se termine le 13 août par l’échec des panzers allemands et marque un tournant décisif de la guerre (fin le 23 août avec la libération de Kharkov)[91].
- 19 juillet : Mussolini rencontre Hitler à Feltre. Le même jour, Rome est bombardée par les Alliés[92].
- 22 juillet : Palerme est prise par les Alliés[2]. Les Siciliens accueillent les Alliés comme des libérateurs.
- 24 juillet : l’opération Gomorrhe commence. Des avions britanniques et canadiens bombardent Hambourg la nuit, les Américains le jour. À la fin de l’opération en novembre, 9 000 tonnes d’explosifs auront tué plus de 30 000 personnes et détruit 277 000 bâtiments[93].
- 25 juillet : le régime fasciste s’effondre : mis en minorité par le Grand Conseil du fascisme (motion Grandi du 24 juillet), Mussolini est arrêté sur ordre du roi et transporté sur l’île de Ponza[2]. Le 26 juillet, le maréchal Pietro Badoglio forme le nouveau gouvernement du royaume d’Italie (fin le 8 septembre)[93].
- 27 - 28 juillet : opération Gomorrhe. Les Britanniques bombardent Hambourg causant une tempête de feu qui tue 42 000 civils allemands[94].

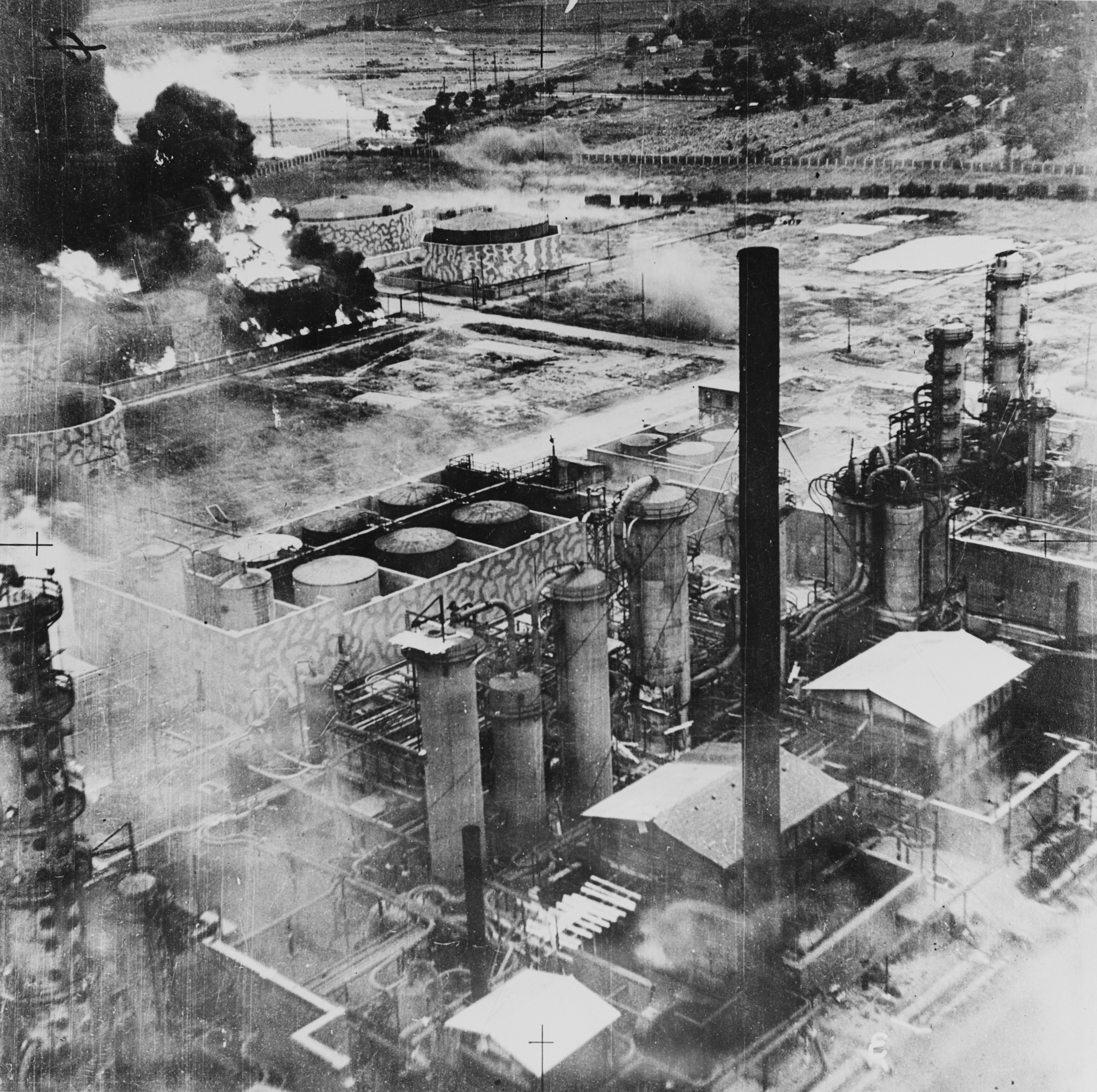
: Ploieşti sous les bombes.

- 1er août : opération Tidal Wave. Raid massif de l’aviation anglo-américaine sur les raffineries de Ploieşti, en Roumanie[95].
- 2 août : soulèvement des prisonniers du camp de Treblinka. Quelques centaines de personnes parviennent à s’enfuir[96].
- 7 août : début de la seconde bataille de Smolensk. Victoire soviétique décisive avec la prise de la ville le 25 septembre[71].
- 17 août :
  - les Américains entrent dans Messine. La Sicile est conquise[97],
  - opération Double Strike. Bombardement aérien des usines de Schweinfurt et de Ratisbonne[98],
  - cession aux Alliés d’une base maritime et aérienne aux Açores par le Portugal (base de Lagens sur l’île de Terceira). Les forces armées britanniques arrivèrent à Terceira le 8 octobre 1943. Les États-Unis accèdent aux Açores à partir du 28 novembre 1944[99].
- 18 août : bombardement aérien de la base de Peenemünde sur la Baltique par la Royal Air Force[100].
- 19 août : le gouvernement italien prend contact avec les Alliés à Lisbonne et poursuit les négociations en Sicile et en Tunisie pour la conclusion d’un armistice[101].
- 23 août : les Soviétiques reprennent Kharkov, évacuée par les Allemands, à l’issue de l’opération Polkovodets Roumiantsev[71]. La contre-offensive soviétique est ininterrompue sur tous les secteurs : Ukraine, Crimée, Carélie, Prusse-Orientale, Silésie.
- 26 août-30 septembre : offensive Tchernigov-Poltava. Reconquête soviétique de l’Ukraine à l’est du Dniepr[102].
- 27 - 29 août : Altiero Spinelli fonde à Milan le Mouvement fédéraliste européen (MFE)[103].
- 29 août : à la suite de mouvements de grève et de manifestations, la loi martiale est proclamée au Danemark par le commandement allemand. Les militaires sont désarmés et la flotte danoise se saborde (Opération Safari : 32 navires se sabordent dans le port de Copenhague). La Résistance danoise forme un Conseil de la liberté[93].

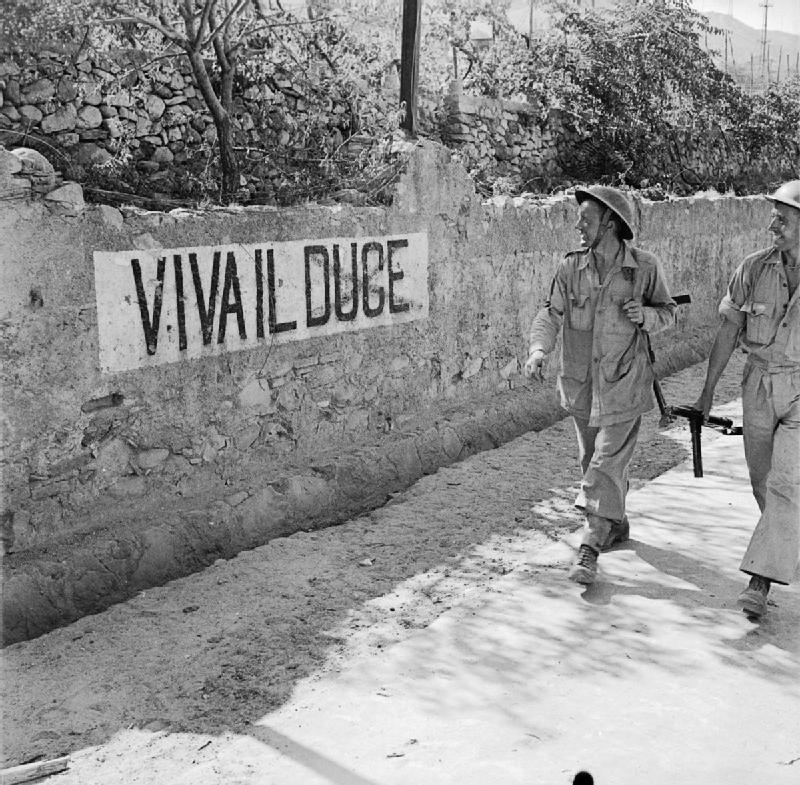
Soldats britanniques à Reggio, le 3 septembre lors de l’opération Baytown.

- 3 septembre : débarquement allié à Reggio de Calabre, en Italie du Sud - Début de la campagne d'Italie. L’armistice secret signé à Cassibile le 3 septembre entre Italiens et Alliés est rendu public le 8[101].
- 8 septembre : 
  - proclamation de Badoglio. L’armistice entre en vigueur en Italie. Pris de court, Badoglio, le roi Victor-Emmanuel III et le prince héritier doivent s’enfuir en territoire allié pour échapper aux Allemands. La fuite du roi entraine l’occupation de Rome par les Allemands[2].
  - après la capitulation, de nombreux régiments italiens viennent renforcer la résistance yougoslave de Tito qui récupère une grande quantité d’armes italiennes[104].
  - déclenchement de l’insurrection en Corse, conduisant le 4 octobre à la libération de l’île après un mois de combat. Ajaccio est la première ville française libérée le 9 septembre[105].
- 8 septembre - 22 novembre : échec des opérations alliées visant à la prise du Dodécanèse[106].

- 9 septembre :

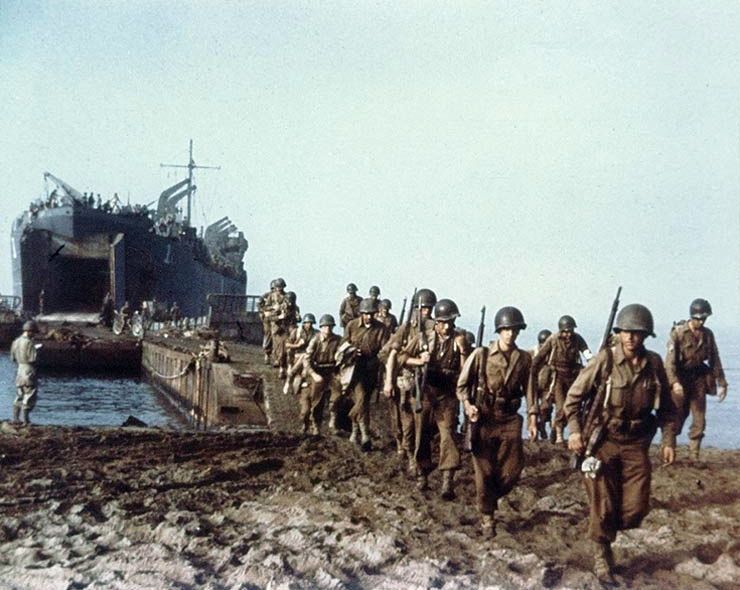
9 septembre : opération Avalanche. Débarquement de troupes américaines dans le golfe de Salerne.

  - débarquement des Alliés dans le golfe de Salerne, où ils rencontrent une vive résistance des Allemands[107].
  - création à Rome du Comité de libération nationale[108].
  - le diplomate hongrois László Veress rencontre à Istanbul l’ambassadeur britannique en Turquie Hughe Knatchbull-Hugessen et signe en secret une convention de reddition sans conditions devant prendre effet à la date fixée par les Alliés[109]. La IIe armée hongroise a subi de lourdes pertes sur le front russe à Voronej sur le Don et à Stalingrad[110] : en août, le gouvernement engage vainement des démarches pour la paix auprès des puissances alliées. Un agent diplomatique de Kállay, László Veress, reçoit à Istanbul le 9 septembre un message non signé d’Anthony Eden concernant les conditions que la Hongrie doit remplir en vue d’un traitement favorable par les Alliés. Le gouvernement hongrois tergiverse. Il reconnaît le gouvernement de Mussolini, libéré par un commando SS, le 29 septembre.
- 10 septembre : les Allemands envahissent le nord de l’Italie[111].

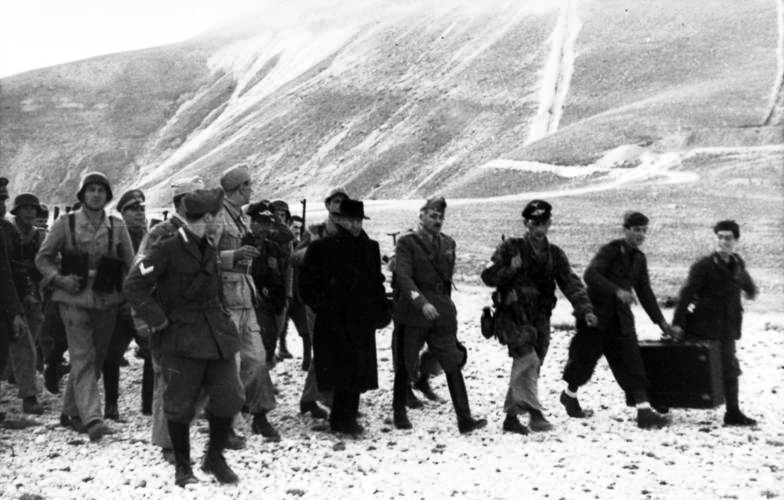
12 septembre : opération Eiche. Mussolini est libéré.

- 12 septembre : Mussolini, qui était détenu dans les Abruzzes, est libéré par un commando parachutiste dirigé par Otto Skorzeny sur ordre de Hitler[2].
- 16 et 23 septembre :  bombardements aériens alliés sur Nantes[112].
- 20-22 septembre : opération Source. Des sous-marins miniatures britanniques attaquent trois navires allemands en Norvège[113].
- 23 septembre : Mussolini proclame à Salò, sur les rives du lac de Garde, une République sociale italienne[111]. Fin septembre, les Allemands occupent les deux tiers de l’Italie.
- 24 septembre : massacre de la Division Acqui à Céphalonie après qu’elle a refusé de rendre les armes à la Wehrmacht[114].
- 26 septembre :
  - Franco annonce le retrait des troupes de la division Azul du front russe (dissolution effective le 17 novembre)[115].
  - victoire navale britannique à la bataille du cap Nord. Le croiseur allemand Scharnhorst est coulé[116].

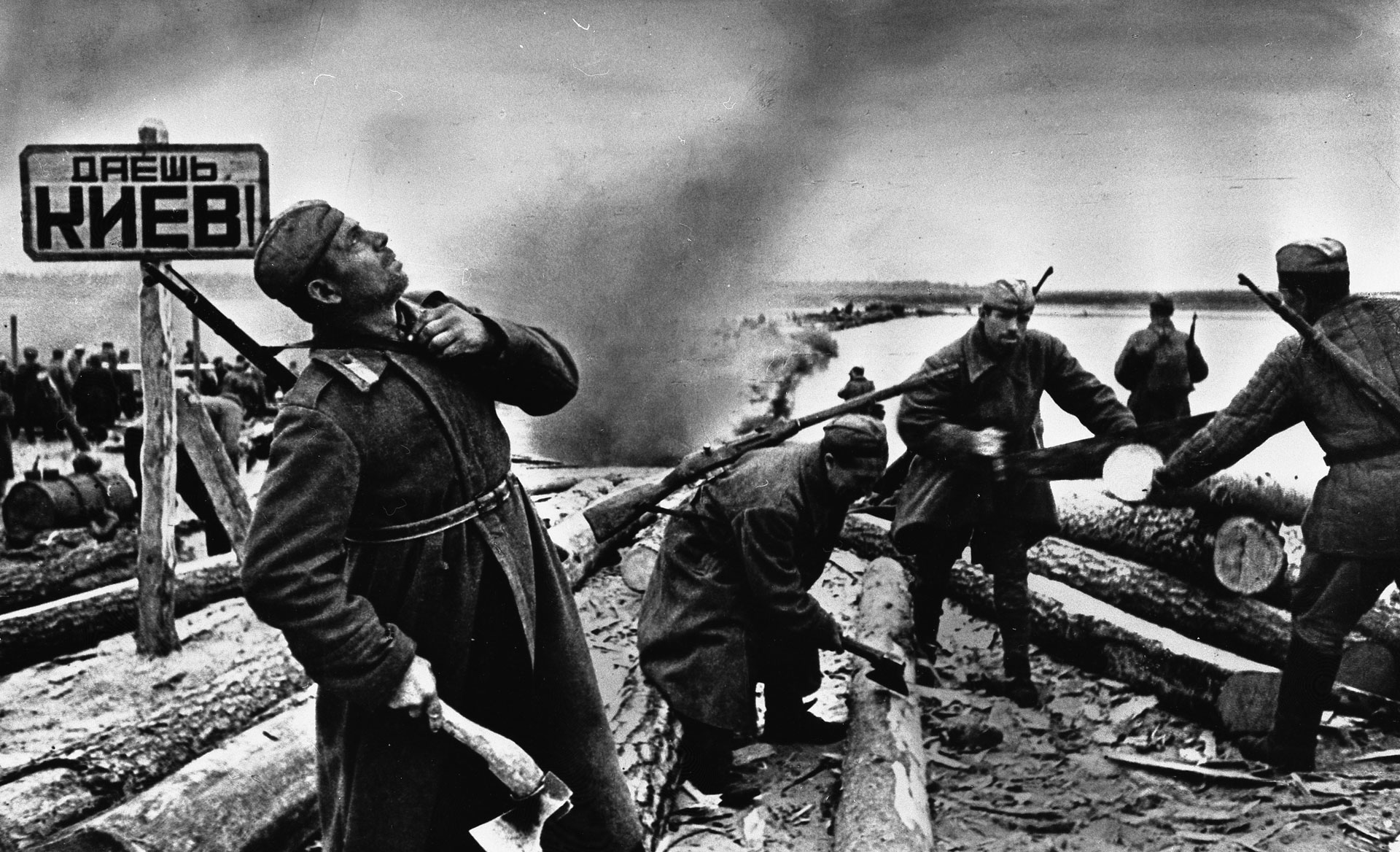
Bataille du Dniepr. Des soldats soviétiques préparent des radeaux pour traverser le fleuve.

- 26 septembre-20 décembre : offensive soviétique sur le cours inférieur du Dniepr[102].
- 27- 1er octobre: les Quatre journées de Naples, révolte armée des habitants contre l’occupant allemand, contraint de quitter la ville avant l’arrivée des Alliés[117].
- 30 septembre : encyclique de Pie XII Divino afflante Spiritu sur les études bibliques[118].

- 1er octobre :
  - entrée dans Naples de la Ve armée américaine. Les Allemands ont incendié la ville avant de l’évacuer[119].
  - Franco revient à la stricte neutralité[120].
- 1er-2 octobre : sauvetage des juifs du Danemark. Près de 7 200 juifs échappent à une rafle en se réfugiant en Suède avec l’aide des autorités danoises et de la population[121].
- 3 octobre : capture de Kos par les Allemands[106].
- 7 octobre : offensive d’automne des Soviétiques, qui franchissent le Dniepr[122].
- 13 octobre : le gouvernement italien de Badoglio déclare la guerre à l’Allemagne[107].
- 14 octobre : révolte des prisonniers du camp d'extermination de Sobibor[123].
- 18 octobre : troisième conférence de Moscou entre les Alliés (fin le 11 novembre). Le 30 octobre, la déclaration de Moscou déclare nulles et non avenues les annexions allemandes et appelle à la création, après la victoire, d’une organisation internationale fondée sur l’égale souveraineté des États membres afin de maintenir la paix[124].
- 19 octobre : fin officielle de l’Aktion Reinhardt (extermination de 1,7 million de Juifs en Pologne)[123].
- 21 octobre : liquidation du ghetto de Minsk[125].

- 3 novembre : début de l’Aktion Erntefest (extermination par les nazis des Juifs survivants dans le district de Lublin en Pologne)[126].
- 3-13 novembre : offensive soviétique sur Kiev[102].

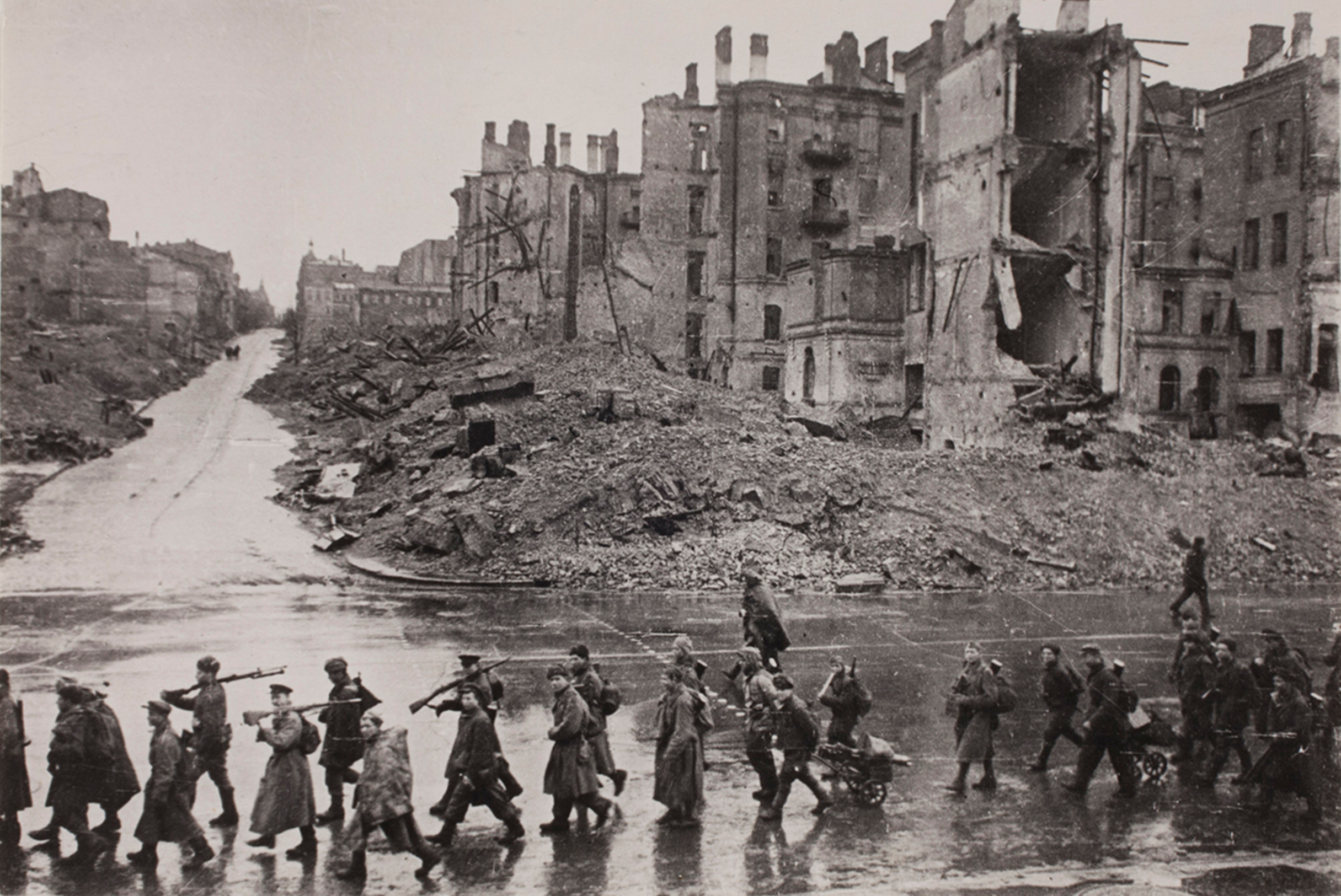
6 novembre : soldats de l’Armée rouge avenue Kreschatik, à Kiev.

- 6 novembre : l’Armée rouge entre dans Kiev évacuée par les Allemands[91].
- 15 novembre :
  - le congrès du parti fasciste républicain à Vérone adopte un manifeste. Le parti revient à ses origines socialisantes et préconise la fin du capitalisme. La socialisation des moyens de production devient le principal objectif de la « République sociale italienne »[127].
  - création par des communistes roumains exilés en Union soviétique de la division Tudor Vladimirescu, incluse dans l’Armée rouge et recrutée parmi les prisonniers de guerre roumains[128].
- 16 novembre : les Alliés capitulent à Leros, dans le Dodécanèse[129].
- 26 novembre : chute de Gomel, en Biélorussie, dernier point d’appui allemand à l’est du Dniepr[130].
- 29-30 novembre, Yougoslavie : deuxième réunion de l’AVNOJ. Celui-ci décide de transformer la Yougoslavie en un État fédéral et socialiste. Le Comité national de libération créé par l’AVNOJ, installé à Jajce, exerce les pouvoirs de fait d’un gouvernement provisoire. Refusant de reconnaître l’autorité du gouvernement en exil, il établit un Parlement national en décembre. La rupture avec le roi Pierre II est écartée provisoirement grâce à la médiation des Britanniques. Le Conseil est représenté dans le gouvernement en exil et Tito, élevé au rang de maréchal, remplace Draža Mihajlović comme commandant en chef de l’armée yougoslave. Il étend ses opérations militaires en Yougoslavie, constituant une armée de plus de 100 000 soldats et prenant le contrôle de plus de 100 000 km2 de zones libérées. Après la conférence de Téhéran, les Alliés apportent leur soutien exclusif aux partisans de Tito[131]. Des missions militaires britannique et américaine font la jonction avec l’Armée de libération à la fin de l’année.

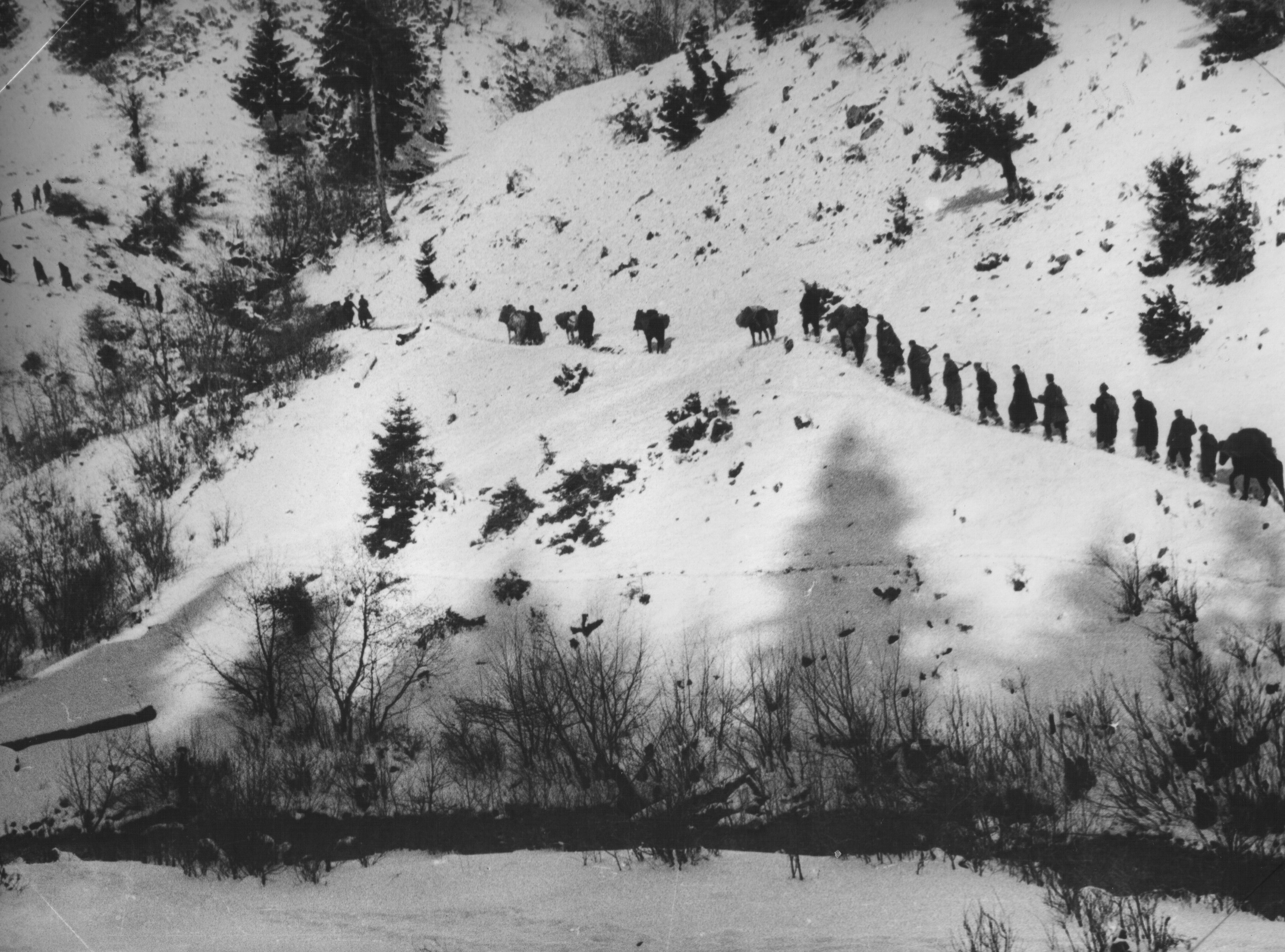
Partisans yougoslaves dans les environs de Prijepolje, au moment de l’opération Kugelblitz.

- 2 décembre : début de l’opération Kugelblitz, offensive majeure contre les partisans en Croatie[132].
- 4 décembre - 26 décembre, Italie : campagne de la rivière Moro[133].
- 12 décembre : Edvard Beneš signe à Moscou avec l’URSS un traité d’assistance mutuelle et de coopération. Cet accord prévoit l’incorporation volontaire de la Tchécoslovaquie dans la sphère soviétique, la socialisation des moyens de production et l’élimination des ennemis de l’Union soviétique[127].
- 13 décembre : massacre de 1 436 civils par la Wehrmacht à Kalávryta en Grèce[127].
- 24 décembre :
  - le général Eisenhower est nommé commandant en chef des forces alliées qui débarqueront en Normandie[134].
  - début de l’offensive Dniepr-Carpates en Ukraine[135].
- 31 décembre : ouverture de la conférence de Bujan, conférence fondatrice du conseil de libération nationale du Kosovo[136].

## Naissances en 1943
- 24 janvier : Janice Raymond (philosophe américaine)
- 25 janvier : Maurice Risch (acteur français)
- 17 février : Gérard Rinaldi (acteur français, spécialisé dans le doublage) († 2 mars 2012).
- 20 février : Carlos (chanteur français)
- 30 avril : Jacques Dutronc (chanteur français)
- 6 mai : Parry Mitchell (homme politique britannique).
- 25 mai : Jean-Claude Sachot (acteur français de doublage) († 12 mars 2017).
- 15 juin : Johnny Hallyday (chanteur, interprète et acteur français) († 5 décembre 2017).
- 3 juillet : Kurtwood Smith (acteur américain)
- 24 décembre : Claude Brosset (acteur français spécialisé dans le doublage et une des voix de Robert Duvall) († 25 juin 2007).
- 31 décembre : Roland Blanche (acteur français) († 13 septembre 1999).